# Sanhecheng Shuiku
Sanhecheng Shuiku (kinesiska: 三合城水库) är en reservoar i Kina. Den ligger i provinsen Liaoning, i den nordöstra delen av landet, omkring 87 kilometer nordväst om provinshuvudstaden Shenyang. Sanhecheng Shuiku ligger 82 meter över havet. Arean är 2,3 kvadratkilometer. Trakten runt Sanhecheng Shuiku består till största delen av jordbruksmark. Den sträcker sig 1,9 kilometer i nord-sydlig riktning, och 2,2 kilometer i öst-västlig riktning.
Genomsnittlig årsnederbörd är 850 millimeter. Den regnigaste månaden är juli, med i genomsnitt 191 mm nederbörd, och den torraste är januari, med 8 mm nederbörd.